# Левченко Микола Захарович
Мико́ла Заха́рович Ле́вченко (26 листопада (9 грудня) 1903 , Київ  — 17 січня 1935 , Київ ) — український історик, сходознавець, етнограф, літературознавець. Названий син академіка Агатангела Кримського.
Жертва більшовицького терору.

## Біографічні відомості
Левченко Микола Захарович народився в Києві (за іншими даними — на Чернігівщині) в сім'ї робітника[уточнити]. Батько його був селянином, який в 1920-ті роки заробляв на життя як візник-вантажник. Закінчив Другу українську державну гімназію ім. Кирило-Мефодіївського братства (1920), історичне відділення Вищого інституту народної освіти імені М. П. Драгоманова (1923).
Також навчався у Київському археологічному інституті (1921) та одночасно працював бібліотекарем у Всенародній бібліотеці України (нині Національна бібліотека України імені В. І. Вернадського).
Саме в Київському археологічному інституті з Миколою Левченком познайомилася видатна історикиня України Наталія Полонська-Василенко, яка залишила вартісні спогади про Миколу Левченка — «Про нечисленних з-поміж незчисленних», присвячені 30-літтю процесу СВУ, написані в 1959—1960 рр. і надруковані в часописі «Український самостійник» (Ч. 36, жовтень 1960. — Мюнхен, а також Ч. 32, квітень 1960). Авторка згадує його як «молодика років двадцяти, гарного собою. З винятковою сумлінністю він відвідував лекції, складав іспити, писав реферати».
У 1923–1929 рр. займав посади завідувача друкарні ВУАН (ВУАН — тепер Національна академія наук України) і наукового секретаря канцелярії Історично-філологічної кафедри ВУАН (був помічником і секретарем у академіка Агатангела Кримського; останній з часом усиновив його).
З 1924 року — постійний позаштатний співробітник Кабінету арабо-іранської філології, з 1928 року — дійсний член Етнографічної і Діалектологічної комісії ВУАН, науковий консультант Кабінету вивчення Поділля у Вінниці.
Наукова кар'єра Миколи Левченка швидко розвивалася — він мав значну посаду в Академії наук, мав дві значні праці, десятки статей та рецензій, мав вже значне наукове ім'я. Все увірвав арешт.
Заарештований навесні 1929 року у справі «Спілки визволення України». Із самого арешту академік Кримський намагався довести відсутність провини Миколи Левченка та якось полегшити його перебування у в'язниці. В ті часи ще не був відпрацьований жорстокий режим репресій — ще до вересня 1929 року в Академії наук нараховували зарплатню заарештованому Миколі Левченку, ці гроші бібліотекар Кабінету арабо-іранської філології Володимир Іванець сплачував спеціальним жінкам (як він їх назвав «хазяйки»), які купували продукти і відносили передачі Миколі Левченку до в'язниці.
В своєму листі від 2 серпня 1929 року до Агатангела Кримського Володимир Іванець пише: «Що робити з хазяйками? Вони беруть у тиждень 30 карбованців на передачу, яка буває 4 рази. Я думаю, як добре вони готують, дають три страви, передають сало, цукор, булку, як коли цукерки, все ж таки для 4 передач 30 карбованців — занадто.»
Спочатку Володимир Іванець в листі до Агатангела Кримського від 27 липня 1929 року радить приїхати до Києва та займатися справою визволення Миколи Левченка особисто, бо допомоги чекати від Академії наук не варто — багато співробітників Академії заарештовані і невідомо за якими обвинуваченнями. І Володимир Іванець, і Агатангел Кримський вірили, що арешт Левченка — це якесь непорозуміння, але якщо не допомагати йому, то сидіти у в'язниці йому доведеться довго. Але ситуація швидко змінюється, і вже в листі від 2 серпня 1929 року Іванець пише Кримському, що приїжджати недоцільно, бо арешти в Академії продовжуються — вже арештовані Сергій Єфремов і Андрій Ніковський, тому «можна припустити, що Миколу взято не в особистій справі. Тому зрозуміло, що слідство затягнеться надовго.»
Академік Кримський вирішив звертатися до керівників УСРР з клопотанням стосовно долі Миколи Левченка. 8 серпня 1929 року він звертається з листом до начальника УОУ ГПУ УСРР Семена Западного (Кессельмана Семена Ізраїльовича), а у вересні 1929 року до Володимира Затонського (відразу після того, як Затонського обрали академіком ВУАН). Тексти цих листів майже ідентичні за текстом — спочатку Агатангел Кримський розповідає, що він «вірний син Радянської влади, непохитний та незрадливий слуга Радянської влади», але, зважаючи на свій вік та стан здоров'я, академік прохає звільнити свого помічника та наукового секретаря Миколу Левченка, який заарештований «безперечно без вини» і просить можновладців зробити так, «щоб Миколу Левченка Київське ГПУ випустило на волю й оддало на поруки» академіку Кримському. Чи були відповіді на ці листи — невідомо.
Наталія Полонська-Василенко згадує розповідь Агатангела Кримського про те, що під час слідства «слідчий допитував Миколу Левченка не стільки про його участь в СВУ, скільки про участь академіка Кримського. Левченко твердо заперечував причетність Кримського до справи. Тоді слідчий показав йому власноруч написане «зізнання Кримського» стосовно його участі в СВУ. Левченко говорив академікові, що в очах у нього потемніло: поза всяким сумнівом, це був почерк Кримського! (А почерк останнього був дуже оригінальний.) Микола Захарович почав уважно вчитуватися в кожне слово — і побачив, що це мистецько виконана підробка. Він заявив слідчому, що перед ним не рукопис Кримського, бо академік не вживає слово «майже», а тут воно фігурує, а також не вживає «герундиву». Комбінація ГПУ з фальшивкою була провалена, своїми свідченнями Микола Левченко врятував академіка Кримського від арешту, а сам без суду був засланий на п'ять років на Ведмежу Гору.
Судовий процес над основними учасниками, а їх було визначено 45, розпочався 8 березня 1930 року. За задумом організаторів, це мав бути суд не стільки над конкретними особами, скільки над цілим періодом національно-визвольної боротьби українського народу. А окремі підсудні, яких обирало ГПУ, мали символізувати цей період, його філософію, світоглядні засади.
Усього, за деякими підрахунками, під час та після процесу СВУ було заарештовано, знищено або заслано понад 30 тисяч осіб.
Микола Захарович Левченко попав до таборів «Управления Соловецких и Карело-Мурманских исправительно-трудовых лагерей». Спочатку він опинився на Єнгоозері і працював на лісових роботах, потім опинився на Чупі-пристані, потім працював на Сегежі інспектором виробничого відділу.
Будівництво велося в основному ув'язненими ГУЛАГу, загальна чисельність яких не перевищує 126 тисяч чоловік. Кожен підневільний будівельник називався заключённый каналоармеец (ув'язнений каналоармієць), скорочено «з/к», від чого пішло жаргонне слово «зек». Підрозділ ГУЛАГу на каналі називалося Біломоро-Балтійський табір («БелБалтЛаг»).
У цілому, за весь час будівництва, каналоармійці виконали земляні роботи обсягом 21 млн. кубометрів, спорудили 37 км штучних шляхів, перенесли Мурманську залізницю, яка заважала проведенню земляних робіт. Норма харчування ув'язнених (т. зв. «пайка») залежала від фактичної виробки: чим менше з/к виробляв, тим меншою була його пайка, а за ударну працю пайку, навпаки, збільшували. Звичайний пайок в'язня-будівельника становили 500 г хліба і баланда з морських водоростей. Дуже часто давалися завищені показники, т. зв. «туфта», завдяки якій більшість ув'язнених і змогло вижити.
Влітку до засланих в табори в'язнів могли приїжджати родичі, і Агатангел Кримський кожного літа відвідував Левченка. Кримський розповідав, що Левченко дуже тяжко працює, працює багато, щоб не тільки відбути свій термін заслання, а ще й добитися зняття судимості.
1932 рік. Лист Миколи Левченка з Беломорсько-Балтійського табору.
До періоду перебування на засланні відноситься лист Миколи Левченка, який публікується вперше. Лист написаний до доньки Дмитра Івановича Багалія — Багалій Ольги Дмитрівни.
Невідомо, коли саме і яким чином лист Миколи Левченка дійшов до адресата. Мабуть це був немалий проміжок часу. Наприкінці 1932 року Ольга Дмитрівна звернулася до Наталії Дмитрівни Полонської-Василенко, з якою дружила і з якою листувалася, і попросила взнати у академіка Кримського адресу Миколи Захаровича.
30 жовтня 1932 року Полонська-Василенко надсилає листа, в якому повідомляє: «Адрес Н. З., узнала вчера, но не от Аг. ЕФ., который еще не приехал, а от жены одного из его товарищей: станция Медвежья гора. Бело.балт.лаг. [Беломоро-Балтийский лагерь. 5 сводная рота»].
Відомостей про лист Багалій О. Д. до Миколи Захаровича немає.
Восени 1934 року Миколу Левченка звільнили з табору як непоправно психічно хворого. У листопаді 1934 прибув до Києва, і жив з дружиною в академіка А. Кримського на Мало-Підвальній, 3, але так і не повернувся до нормального стану. 17 січня 1935 року, шантажований чекістами, безробітний Микола покінчив життя самогубством. Похований у Києві на Солом'янському кладовищі.
Реабілітований посмертно у 1973 році.

## Праці
- Левченко М. З. З поля фольклористики та етнографії: Статті та записи, вип. 1—2. К., 1927—28.
- Левченко М. З. Казки й оповідання з Поділля: в записах 1850—1860 рр., вип. 1—2. К., 1928.
- Левченко М. З поля фольклористики й етнографії: ст. та записи / Микола Левченко ; Укр. акад. наук. — У Київі : З друк. Укр. акад. наук, 1927. — 71, 1 с. : іл. — (Збірник історично-філологічного відділу ; № 55). [Архівовано 13 серпня 2020 у Wayback Machine.]